# Лярвінський Олександр Володимирович
Олександр Володимирович Лярвінський (нар. 4 жовтня 1928) — радянський футболіст та тренер. Всю свою кар'єру присвятив олександрійському «Шахтарю».

## Кар'єра гравця
Футбольну кар'єру розпочав у 1948 році в складі новосвореного олександрійського клубу «Шахтар», який того року дебютував у чемпіонаті УРСР серед колективів фізичної культури. Той сезон олександрійці завершили на останньому місці, програвши усі сім матчів у рамках чемпіонату. Протягом декількох років «Шахтар» виступав у республіканських чемпіонатах товариства «Трудові резерви». Ставав переможцем та декілька разів призером цього турніру. Також команда вигравала й чемпіонат Кіровоградської області. Одним з провідних гравців тієї команди був Олександр Лярвінський, який у 1961 році став граючим тренером клубу.

## Кар'єра тренера
З 1962 року зосередився на тренерській роботі, входив до тренерського штабу олександрійців, які протягом наступних 9 сезонів виступали в Класі Б чемпіонату СРСР. По завершенні сезону 1971 року Клас Б було розформовано й «Шахтар» знову вистуав у Чемпіонаті УРСР серед колективів фізичної культури. З 1971 по 1988 рік Олександр працював головним тренером олександрійських «гірників». Протягом цього періоду «Шахтар» неодноразово ставав призером групових етапів аматорського чемпіонату УРСР. А в 1974 році олександрійці під керівництвом Лярвінського стали фіналістами Кубку УРСР серед колективів фізичної культури.

## Досягнення

### Як тренера
- Кубок УРСР серед КФК
  -  Фіналіст (1): 1974